# Mansão Penpont

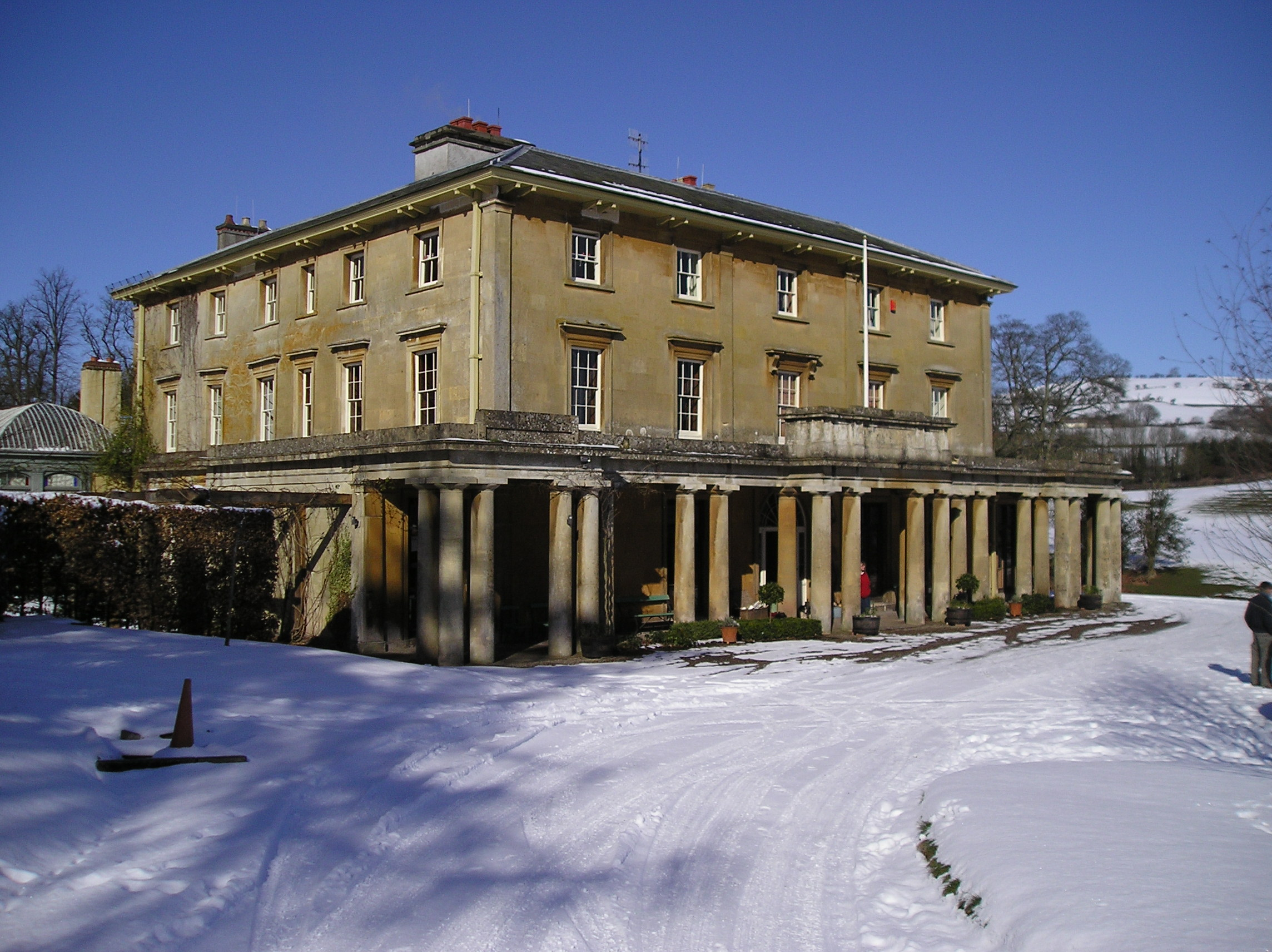
Mansão Penpont.

Penpont é uma mansão do século XVII listada como Grau I no vale de Usk entre Brecon e Sennybridge, em Powys, País de Gales. Foi construída por Daniel Williams no local de, e talvez incorporando, uma casa anterior, Abercamlais-isaf. A fachada data de 1815. A Ponte Penpont, uma estrutura listada de grau II *, atravessa o Usk através de quatro arcos de pedra segmentados. Os jardins de Penpont são influenciados por Repton, mas têm uma longa história desde o século XVII, com a adição de um famoso labirinto do Homem Verde nos últimos anos. Menos de meia milha rio acima fica Abercamlais, com o qual são feitas comparações, pois as duas casas têm alguma história em comum.